# Yeoman (informatique)
Pour les articles homonymes, voir Yeoman (homonymie).
Yeoman est une pile de développement open source côté client, fournissant des outils et des frameworks pour permettre le développement rapide d'application web.
Yeoman fonctionne en lignes de commande écrites en Node.js et combine un générateur de projet, un gestionnaire de dépendances, l'exécution des tests unitaires, un serveur d'application local et l'optimisation du code pour déploiement.
Yeoman a été présenté pour la première fois au Google I/O 2012.

## Présentation
Yeoman combine plusieurs outils du monde open source afin de faciliter plusieurs aspects du dévelopment.
Inspiré de Ruby on Rails, 
Yeoman créé d'abord une structure de projet basique avec ses propres bibliothèques. 
Le générateur Yeoman le plus basique fournit HTML5, Normalizes.css, la bibliothèque JavaScript jQuery et Modernizr et il est possible d'ajouter des composants comme Bootstrap.
Des générateurs plus sophistiqués permettent de monter un framework MVC côté client basé, par exemple, sur AngularJS ou Backbone.
Au-delà de la génération de code source, Yeoman fournit également une assistance au développement avec lints, un serveur d'application et permet l'exécution de tests unitaires.
Il utilise l'exécuteur de tâches scriptées Grunt.
Le code source de Yeoman est hébergé sur GitHub et de nombreux développeurs de Google Chrome participent à son développement.

## Liens Externes
- GruntJS
- HTML5 Boilerplate
- Modernizr